# Секаш (Тимиш)
Секаш (рум. Secaş) насеље је у Румунији у округу Тимиш у општини Секаш. Oпштина се налази на надморској висини од 167 m.

## Историја
По "Румунској енциклопедији" место се први пут среће у документима 1440. године, под именом "Кишсекаш" (Мали Секаш). Под Турцима је постојало насеље, а 1717. године пописана су два блиско положена сеоцета. У Горњем Секашу има седам кућа а у Доњем Секашу - 14. Православна парохија је основана 1779. године. Нова православна црква је грађена 1869. године.
Србин, Лазар Вуковић био је 1867. године "притјажатељ" (поседник) секашки.

## Становништво
Према подацима из 2002. године у насељу је живело 306 становника, од којих су сви румунске националности.

### Хронологија
| Година       | 1992 | 1993 | 1994 | 1995 | 1996 | 1997 | 1998 | 1999 | 2000 | 2001 | 2002 | 2003 | 2004 | 2005 | 2006 | 2007 | 2008 | 2009 | 2010 | 2011 | 2012 | 2013 | 2014 | 2015 | 2016 | 2017 |
| ------------ | ---- | ---- | ---- | ---- | ---- | ---- | ---- | ---- | ---- | ---- | ---- | ---- | ---- | ---- | ---- | ---- | ---- | ---- | ---- | ---- | ---- | ---- | ---- | ---- | ---- | ---- |
| Становништво | 285  | 273  | 276  | 277  | 297  | 297  | 295  | 289  | 292  | 291  | 285  | 288  | 354  | 333  | 318  | 308  | 429  | 384  | 365  | 360  | 462  | 424  | 406  | 388  | 384  | 374  |